# Тарасовка (Софиевский район)
Тарасовка (укр. Тарасівка) — село,
Софиевский поселковый совет,
Софиевский район,
Днепропетровская область,
Украина.
Код КОАТУУ — 1225255104. Население по переписи 2001 года составляло 54 человека .

## Географическое положение
Село Тарасовка находится на расстоянии в 0,5 км от села Катериновка и в 1,5 км от села Менжинка.
По селу протекает пересыхающий ручей с запрудой.